# Ricchezza nell'antica Roma
La ricchezza nell'antica Roma era riservata, in rapporto alla consistenza numerica della popolazione dell'Urbe nell'età imperiale, a un numero esiguo di persone con patrimoni personali che assommavano a più di un milione di sesterzi.

## La classe media
Ricavando il numero da un confronto di dati è stato calcolato che «direttamente o indirettamente per lo meno un terzo e fors'anche la metà della popolazione dell'Urbe viveva di pubblica carità» tramite le distribuzioni dello Stato. Questo non vuol dire che l'altra metà dei cittadini fosse in grado di mantenersi da sola poiché tra coloro che non godevano delle distribuzioni vi erano i circa 10.000 soldati di guarnigione a Roma, i forestieri e l'enorme numero degli schiavi calcolato in circa 400.000. Poiché nell'età di Traiano è stato calcolato che la popolazione dell'Urbe contava 1.200.000 persone circa ne risulta che coloro che avevano un reddito sufficiente alla sopravvivenza erano pressappoco 100.000.
Questi che oggi chiameremo classe media erano ai limiti della povertà poiché se nell'età di Traiano i municipi consideravano appartenenti agli honestiores, la classe più elevata della plebe, coloro che possedevano 5.000 sesterzi in realtà occorreva al piccolo borghese romano una rendita di 20.000 sesterzi assicurata da un reddito di 400.000 sesterzi per vivere modestamente senza lussi come sogna per la sua vecchiaia il personaggio di una satira di Giovenale e come augura per sé stesso e per il saggio che voglia vivere senza affanni. Ma a molti non bastavano i 400.000 sesterzi che occorrevano per entrare nell'ordine equestre:
«E se pur questa corrugar la fronte

e stirar ti fa il labbro, e tu raddoppia

la somma che possiede un cavaliere.

Triplica pure quattrocentomila!..»

## I ricchi

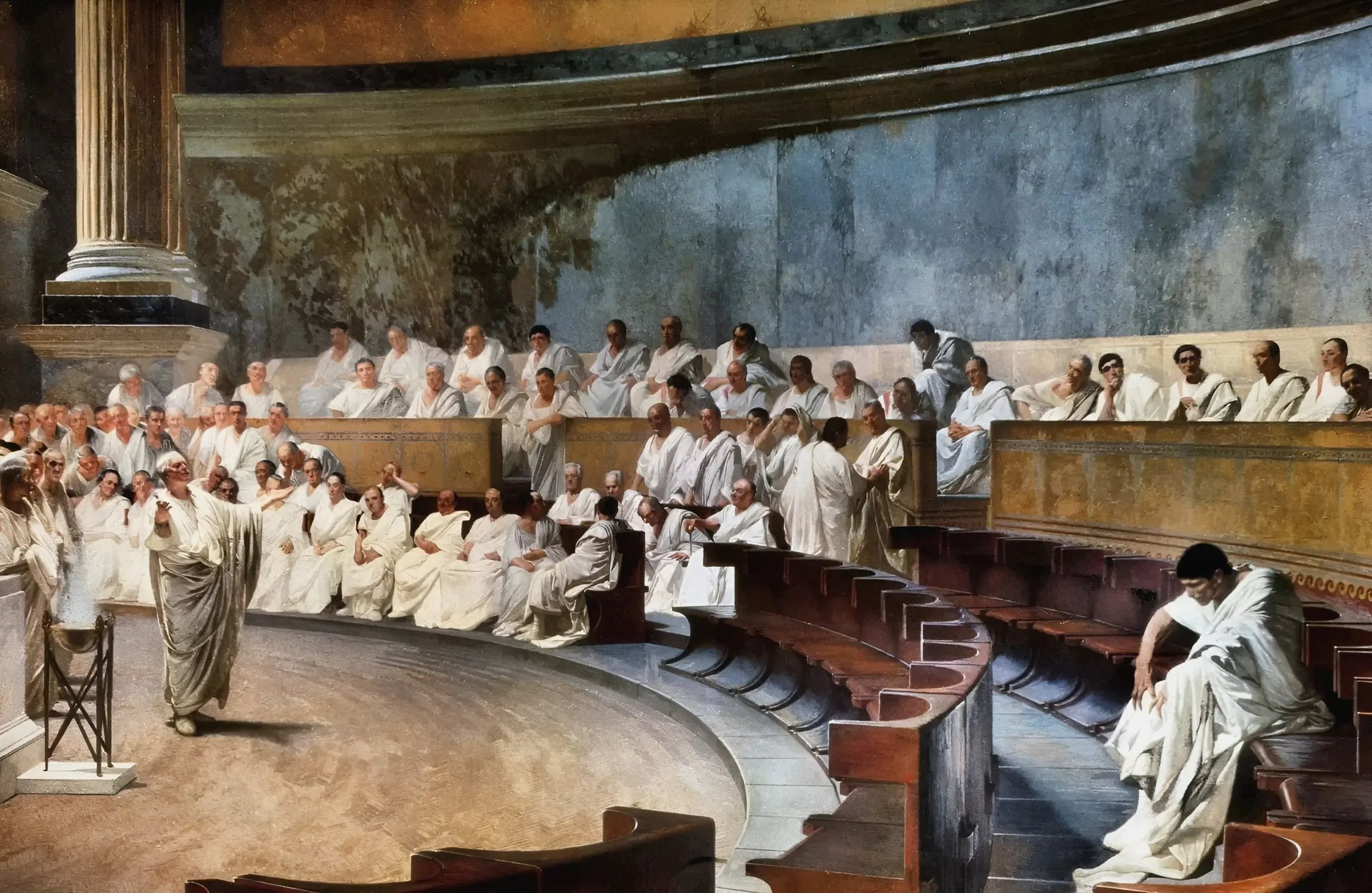
Rappresentazione di una seduta dell'ordine senatorio di Roma antica: Cicerone denuncia Catilina (affresco del XIX secolo di Cesare Maccari)

Al di sotto di questo reddito dunque era l'indigenza delle masse al di sopra delle quali si collocavano i piccoli borghesi che a loro volta erano lontani da quelli venuti a Roma dalle province dove avevano patrimoni di decine di milioni che li inserivano nell'ordine dei "clarissimi" e che assicuravano loro la carica di senatori che gli permetteva di curare le rendite delle loro terre e di dare rinomanza alla famiglia e al paese di origine dimorando in splendide case nell'Urbe. Ai senatori potevano accostarsi per reddito anche quei cavalieri che erano riusciti a farsi assegnare il governo delle finanze e dell'annona e infine anche i liberti che avevano accumulato denari amministrando i patrimoni dei ricchi.
Questi grandi capitalisti facevano fruttare il loro denaro investendolo nell'acquisto di interi quartieri della città o prestandolo ad interesse come faceva un certo Afro,  descritto in un epigramma di Marziale,  che enumerava avidamente i suoi crediti: «...Trecentomila me ne deve Tizio, il doppio Albino. Un milione Sabino...»
Anche ritenendo i personaggi descritti da Marziale come creati dalla sua fantasia questi indirettamente confermano che nella Roma imperiale si è costituita una plutocrazia di cui fanno parte coloro che possono contare su capitali da 20 a oltre 100 milioni di sesterzi.
Plinio il Giovane, ex console e grande avvocato, che pure, com'è riportato nel suo testamento aveva un patrimonio vicino a 20 milioni, in buona fede ritiene di non essere ricco e scrive di dover condurre una vita regolata e parsimoniosa.
Certo Trimalcione con un patrimonio di 30 milioni di sesterzi era più ricco di Plinio e il succitato Afro con una rendita, limitatamente alle proprietà immobiliari di 3.600.000 sesterzi, era tre volte più ricco dell'ex console.

## L'imperatore
Al di sopra di ogni limite era poi la ricchezza dell'imperatore che, oltre al patrimonio della sua famiglia, godeva di una parte di quello dei suoi predecessori, era erede, specie in Asia e Africa, di estesi latifondi e tramite le confische, decretate dai suoi giudici, diveniva proprietario di grandi patrimoni, poteva attingere a quanto denaro volesse dal fisco (fiscus) che faceva tutt'uno con i suoi personali proventi, gli appartenevano inoltre le rendite dell'Egitto, possedimento imperiale personale, e gran parte dei bottini di guerra. Così Traiano che nel 106 impadronendosi del tesoro di Decebalo, valutato a 500 milioni e del bottino della vittoriosa seconda guerra dacica divenne miliardario.
Si narra infatti che la conquista della Dacia fruttò a Traiano un bottino stimato in cinque milioni di libbre d'oro (pari a 163,6 t) e nel doppio d'argento, oltre a mezzo milione di prigionieri di guerra con le loro armi. Si trattava del favoloso tesoro di Decebalo, che lo stesso re avrebbe nascosto nell'alveo di un piccolo fiume (il Sargetia) nei pressi della sua capitale, Sarmizegetusa Regia. In effetti Traiano sembra abbia ricevuto da questo immenso bottino circa 2.700 milioni di sesterzi, cifra nettamente più elevata dell'intera somma sborsata da Augusto per le necessità pubbliche, le elargizioni alla plebe e le spese militari comprese le ricompense ai soldati, documentata nelle sue Res gestae divi Augusti. Oltre a ciò, la conquista contribuì ad un aumento permanente delle entrate nelle casse dello Stato grazie alle miniere della Dacia occidentale che furono riaperte sotto la sorveglianza dei funzionari imperiali.

## Le proprietà di schiavi

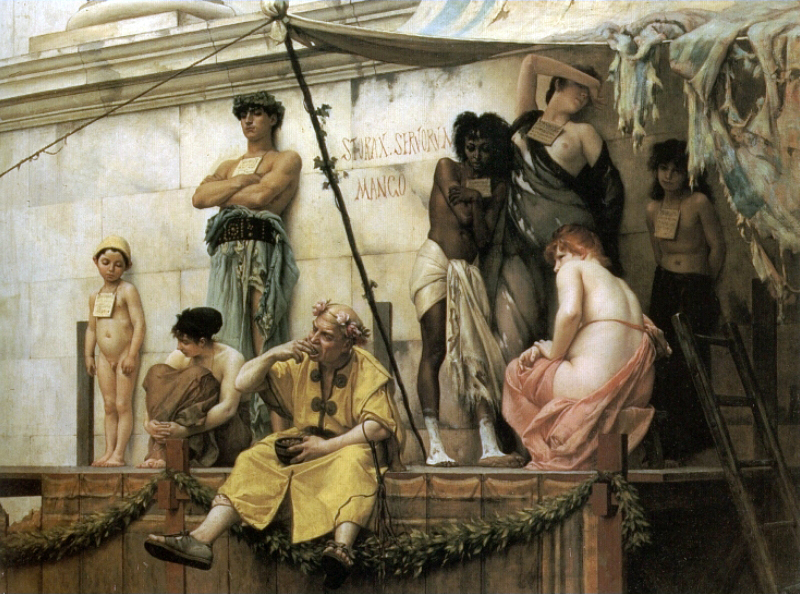
Il mercato degli schiavi, di Gustave Boulanger

Un metro di misura della ricchezza era connesso alla proprietà di schiavi. Come testimonia l'onomastica era piuttosto raro nel II secolo a.C. possedere più di uno schiavo. Nel II secolo d.C. il numero minimo di schiavi è salito a due e chi ne possedeva soltanto uno era considerato un povero disgraziato come un tale Cotta, irriso per questo da Marziale anche se molti non ne avevano neppure uno poiché non erano in grado di mantenerlo.
I piccoli borghesi consideravano disdicevole per la loro reputazione non avere almeno otto schiavi come l'avaro Cimber che pure affidava i suoi piccoli regali per i Saturnalia a una squadra di otto servi e si pensava doversi diffidare delle capacità di quell'avvocato che in tribunale si presentasse con meno di otto schiavi al seguito.
I grandi borghesi avevano tanti schiavi che dividevano in gruppi a seconda che servissero in campagna o in città dove venivano organizzati in decurie (decine) numerate. Trimalcione domandava a uno schiavo: «Di che decuria sei tu?» e questi rispondeva: «Della quarantesima» al che lo ammoniva il padrone di far bene il suo dovere altrimenti lo avrebbe trasferito nella decuria dei corrieri.
A ciascun gruppo di questo esercito imperiale di schiavi era attribuito un compito preciso e minuzioso: vi erano ad esempio tanti servi quanti quelli addetti alla cura delle serie di vestiti che indossava il principe, tanti schiavi divisi a seconda del ripulire le specie di vasellame per mangiare, i servi (Velarii) addetti al compito di sollevare i tendaggi all'arrivo dei visitatori dell'imperatore e quelli che li accompagnavano alla sua presenza (gli ab admissione) e quelli che gli annunciavano il nome (i nomenclatores). Numerosissimi gli specialisti che operavano nelle cucine imperiali: dai fornicari (addetti ai fuochi) a coloro che portavano i piatti (ministratores) e a quelli che li riportavano (analectae) ecc. ecc.
Anche gli imperatori di gusti frugali come Traiano non potevano rinunciare a questa ostentazione di lusso fastoso e straordinario, che neppure i più ricchi potevano sognarsi di eguagliare e che pure era il simbolo necessario per i sudditi della sua potente presenza a Roma.

## Il passaggio della plebe alla borghesia

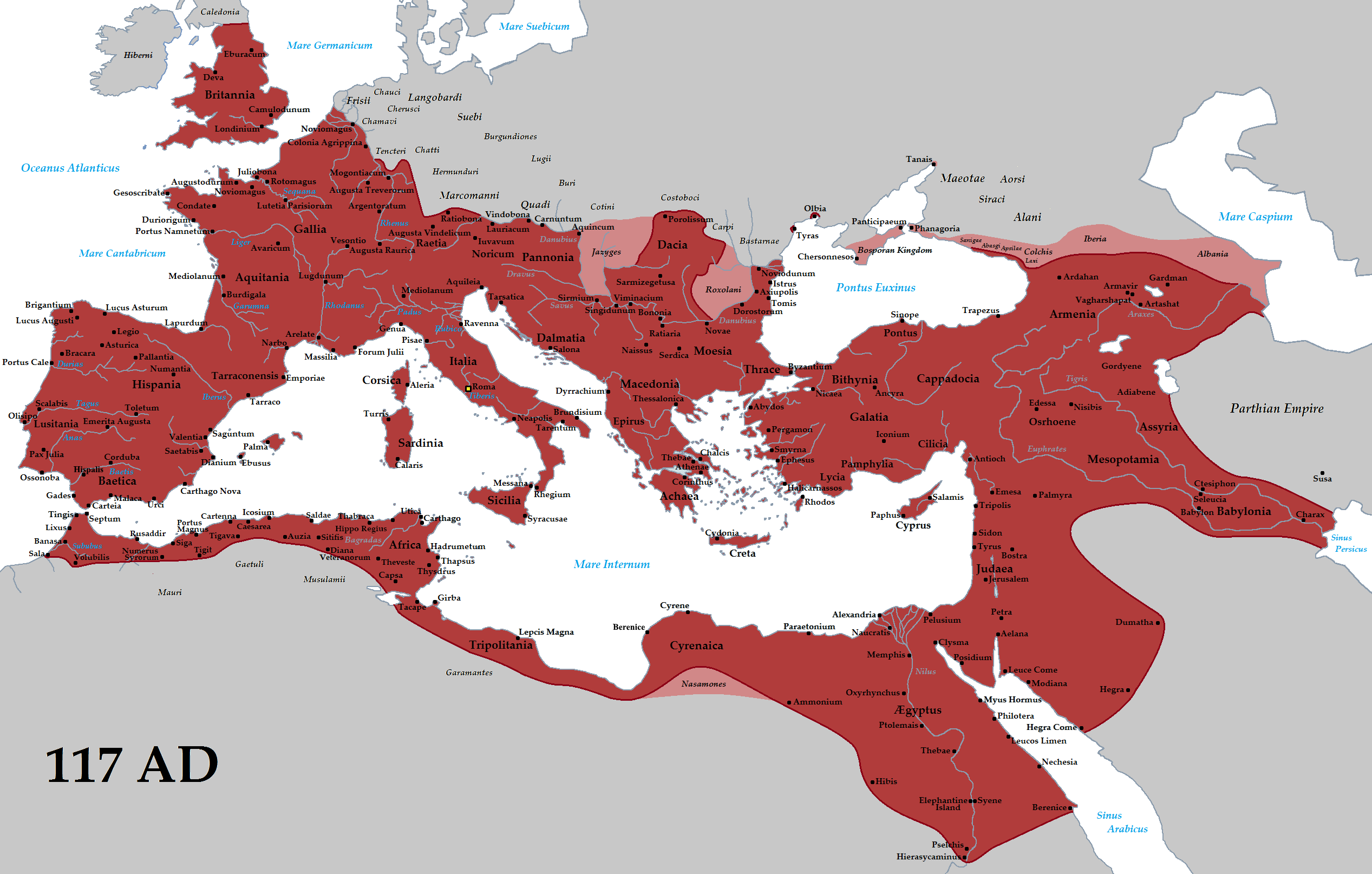
L'Impero al tempo di Traiano

Tra queste estreme ricchezze vi era spazio anche per la plebe di godere del benessere e divenire così media borghesia. Le vittoriose guerre di Traiano e la sua diplomazia avevano aperte a Roma le vie dei commerci con l'estremo Oriente, le riforme degli Antonini che avevano impedito il concentramento della proprietà fondiaria riconoscendo a chi aveva dissodato le terre dei latifondisti il diritto di usufrutto ereditario, permettevano agli industriosi di conquistarsi onestamente una certa agiatezza. Gli imperatori si erano assicurati la fedeltà e i buoni servigi dell'amministrazione pubblica e dell'esercito retribuendoli con buoni stipendi che avevano permesso il loro passaggio alla piccola borghesia com'era accaduto al poeta Giovenale, che con i suoi risparmi di ex ufficiale si era procurato un modesto ritiro a Roma dove però la sua classe trovava la strada sbarrata ad ogni ulteriore ascesa nella società romana dominata dai grandi ricchi, che vedevano aumentare la loro agiatezza sia per gli affari che solo loro con i grandi patrimoni a disposizione potevano procurarsi, sia per il quasi monopolio di cui godevano per alcuni incarichi pubblici, come ad esempio il proconsolato, da un milione di sesterzi all'anno, sia per la benevolenza nei loro confronti dell'imperatore.
L'irrigidimento delle distinzioni sociali era il segno dell'iniziale crisi del mondo romano che pur nell'età splendida del II secolo presenta i primi segni di disfacimento: